# Прапор Острозького району
Пра́пор Остро́зького райо́ну затверджено рішенням районної ради від 30.06.2006 року № 13 «Про герб, прапор і Положення про зміст, опис та порядок використання символіки Острозького району».

## Опис
Прапор Острозького району — це прямокутне полотнище, жовтогарячого (золотистого) кольору. У верхній частині прапора на відстані 1/3 його довжини розміщується герб району, на червоному тлі — зображення білого (срібного) Волинського хреста, на якому розміщений жовтий (золотий) частково видозмінений герб князів Острозьких («Огончик» з зіркою та підковою знизу). Співвідношення ширини до довжини полотнища 2:3.